# Itodacnus paradoxus
Itodacnus paradoxus is een keversoort uit de familie kniptorren (Elateridae). De wetenschappelijke naam van de soort is voor het eerst geldig gepubliceerd in 1967 door Samuelson & Van Zwaluwenburg.